# Ernst Wilckinghoff
Ernst Wilckinghoff (* 1885 in Nordkirchen, Kreis Lüdinghausen; † 1969 in München) war ein deutscher Landschafts-, Porträt- und Stilllebenmaler der Düsseldorfer Schule.

## Leben
Ernst Wilckinghoff studierte Malerei an der Kunstakademie Düsseldorf. Er ließ sich in München nieder. 1928 war er dort als „Kunstmaler“ in der Herzog-Rudolf-Straße 24 gemeldet. 1941 war er mit einem Gemälde auf der Großen Deutschen Kunstausstellung in München vertreten.